# Barone Inchiquin
Barone Inchiquin è un titolo nobiliare nella Parìa d'Irlanda.

## Storia

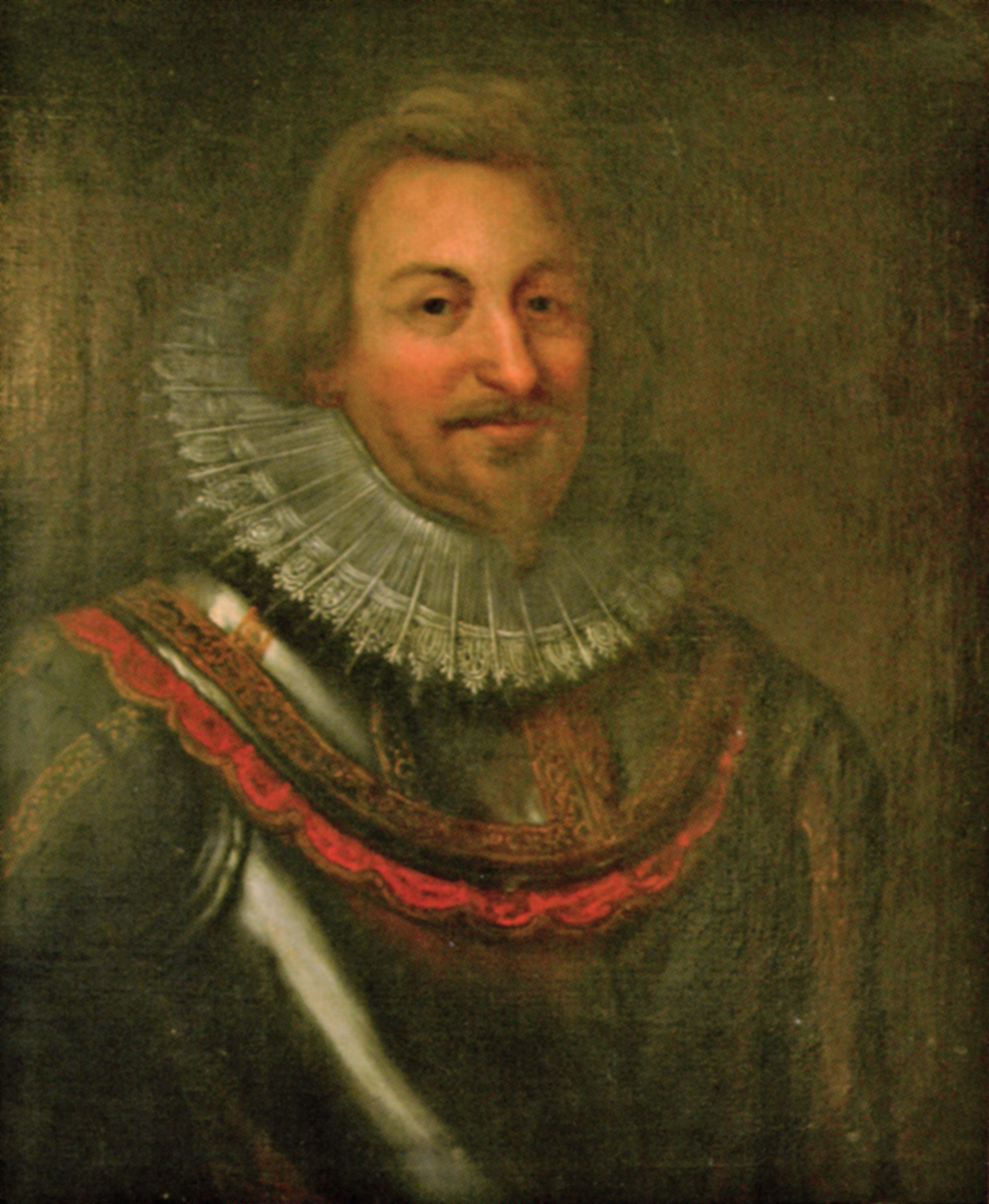
Murrough O'Brien, I conte di Thomond

L'origine del titolo è molto antica. Esso fu uno dei due titoli creati il 1 luglio 1543 per Murrough O'Brien, principe di Thomond, discendente del Gran Re Brian Boru. Sulla base della legge del nuovo Regno d'Irlanda istituito nel 1542 dal re inglese, era costume dell'epoca abbandonare gli antichi titoli irlandesi per nuovi titoli concessi dal sovrano così da potersi più facilmente amalgamare con la nuova aristocrazia, evitando inoltre di peccare di apostasia convertendosi all'anglicanesimo. Murrough venne creaot Conte di Thomond nella parìa d'Irlanda con possibilità di trasmettere tale titolo a suo nipote Donough O'Brien, e barone Inchiquin, con possibilità di trasmissione ai suoi eredi maschi.
Alla sua morte nel 1551, Murrough venne succeduto come da accordi nella contea da suo nipote, il II conte (vedi Conte di Thomond per la storia successiva di questo titolo), e la baronia passò a suo figlio Dermod, il II barone. Un pronipote di Dermod, il VI barone, fu un noto comandante militare durante le Guerre confederate irlandesi (1643–48), dapprima col parlamento inglese, e poi coi realisti durante la Conquista di Cromwell dell'Irlanda (1649–53) durante le Guerre dei tre regni. Nel 1654 venne creato Conte di Inchiquin nella Parìa d'Irlanda. Venne succeduto da suo figlio, il II conte, che prestò servizio come governatore di Tangeri prima e della Giamaica poi. Suo nipote, il IV conte, rappresentò Windsor, Camelford, Aylesbury alla Camera dei Comuni britannica.
Questi venne succeduto da suo nipote e genero, il V conte. Nel 1800 egli venne creato Marchese di Thomond nella Paria d'Irlanda, con possibilità di trasmissione a suo fratello Edward O'Brien. L'anno successivo venne creato Barone Thomond di Taplow nella Contea di Buckingham nella Paria del Regno Unito per permettergli di sedere nella Camera dei Lords, con possibilità di trasmissione ai suoi eredi maschi diretti. Morì senza eredi maschi nel 1808 e pertanto la baronia di Thomond si estinse. Venne succeduto nel marchesato secondo le regole stabilite, assieme agli altri suoi titoli irlandesi, dal nipote, il II marchese, figlio terzogenito del già menzionato Edward O'Brien. Questi fu pari rappresentante irlandese. Nel 1826 venne creato Barone Tadcaster di Tadcaster nella Contea di York nella Paria del Regno Unito. Questi non ebbe figli ed alla sua morte nel 1846 la baronia di Tadcaster si estinse. Venne succeduto nella paria irlandese da suo fratello minore, il III marchese. Questi fu ammiraglio della Royal Navy. Non ebbe figli ed alla sua morte nel 1855 il marchesato e la contea di Inchiquin si estinsero.
Venne succeduto nella baronia di Inchiquin da un suo parente distante, Sir Lucius O'Brien, V baronetto, il quale divenne XIII barone (vedi poi per la storia della baronettia). Egli aveva già rappresentato la costituente elettorale della Contea di Clare alla Camera dei Comuni e successivamente fu pari rappresentante irlandese. Prestò servizio anche come Lord Luogotenente di Clare. Venne succeduto da suo figlio, il XIV barone. Anch'egli fu pari rappresentante e Lord Luogotenente di Clare. Suo figlio, il XV barone, sedette nella Camera dei Lords come pari rappresentante. Attualmente il titolo è detenuto da suo nipote, il XVIII barone, che è succeduto a suo zio nel 1982. Nella nobiltà gaelica lord Inchiquin è riconosciuto come O'Brien, Chief of the Name, Principe di Thomond.
La Baronettia O'Brien, di Leaghmenagh nella Contea di Clare, venne creata nella Baronettia d'Irlanda nel 1686 per Donough O'Brien, che già in precedenza aveva rappresentato la contea di Clare alla Camera dei Comuni irlandese. Egli era discendente del suo omonimo Donough O'Brien (m. 1582), figlio minore del primo conte di Thomond e primo barone Inchiquin. Suo nipote, il II baronetto anch'egli rappresentò la contea di Clare nel parlamento irlandese, così come il IV baronetto che inoltre rappresentò la costituente di Ennis. Quest'ultimo, succeduto da suo figlio, il V baronetto, nel 1855 ereditò la baronia di Inchiquin.
La sede della famiglia era il Castello di Dromoland, presso Newmarket-on-Fergus, nella Contea di Clare. L'attuale barone vive a Thomond House presso Dromoland.
Beatrice, figlia di Edward O'Brien, XIV barone Inchiquin, sposò Guglielmo Marconi, il famoso pioniere della radio, vincitore del Premio Nobel per la fisica nel 1909.

## Baroni Inchiquin (1543)
- Murrough O'Brien, I conte di Thomond, I barone Inchiquin (m. 1551).
- Dermod O'Brien, II barone Inchiquin (m. 1 maggio 1557)
- Murrough McDermot O'Brien, III barone Inchiquin (1550–1574)
- Murrough O'Brien, IV barone Inchiquin (1563–1597)
- Dermod O'Brien, V barone Inchiquin (1594–1624)
- Murrough O'Brien, VI barone Inchiquin (1618–1674) (creato Conte di Inchiquin nel 1654)

## Conti di Inchiquin (1654)
- Murrough O'Brien, I conte di Inchiquin, VI barone Inchiquin (1618–1674)
- William O'Brien, II conte di Inchiquin, VII barone Inchiquin (1640–1692)
- William O'Brien, III conte di Inchiquin, VIII barone Inchiquin (1662–1719)
- William O'Brien, IV conte di Inchiquin, IX barone Inchiquin (1700–1777)
- Murrough O'Brien, V conte di Inchiquin, X barone Inchiquin (1726–1808) (createo Marchese di Thomond nel 1800)

## Marchesi di Thomond (1800)
- Murrough O'Brien, I marchese di Thomond, X barone Inchiquin (1726–1808)
- William O'Brien, II marchese di Thomond, XI barone Inchiquin (1765–1846)
- James O'Brien, III marchese di Thomond, XII barone Baron Inchiquin (1768–1855)

## Baroni Inchiquin (1543; ripristinato)
- Lucius O'Brien, XIII barone Inchiquin (1800–1872)
- Edward Donough O'Brien, XIV barone Inchiquin (1839–1900)
- Lucius William O'Brien, XV barone Inchiquin (1864–1929)
- Donough Edward Foster O'Brien, XVI barone Inchiquin (1897–1968)
- Phaedrig Lucius Ambrose O'Brien, XVII barone Inchiquin (1900–1982)
- Conor Myles John O'Brien, XVIII barone Inchiquin (n. 1943)

L'erede presunto dell'attuale detentore del titolo è suo cugino di secondo grado Conor John Anthony O'Brien (n. 1952).

L'erede presunto dell'erede apparente è il figlio Fionn Murough O'Brien (n. 1987).

## Baronetti O'Brien, di Leaghmenagh (1686)
- Sir Donough O'Brien, I baronetto (m. 1717)
- Sir Edward O'Brien, II baronetto (m. 1765)
- Sir Lucius O'Brien, III baronetto (m. 1795)
- Sir Edward O'Brien, IV baronetto (m. 1837)
- Sir Lucius O'Brien, V baronetto (1800–1872) (succeduto come Barone Inchiquin nel 1855)

vedi sopra per la successiva successione

## Chief of the Name del clan O'Brien
Nell'elenco sono indicati in grassetto i baroni Inchiquin che furono anche capi clan del clan O'Brien.
- Murrough an Taniste O'Brien, m. 1551.
- Donough O'Brien m. 29 settembre 1582
- Conor O'Brien m. 1603
- Donough O'Brien, m. 1635
- Conor O'Brien, 1617–1651
- Donough O'Brien, 1642–1717
- Lucius O'Brien, 1675–1717
- Edward O'Brien, 1705–1765
- Lucius O'Brien, 1731–1795
- Edward O'Brien, 1773–1837
- Lucius O'Brien, 1800–1872
- Edward O'Brien, 1839–1900
- Lucius O'Brien, 1864–1929
- Fionn O'Brien, 1903–1977
- Conor Myles John O'Brien, 1943–2023

## Arte e cultura
Lord Inchiquin è il nome di un tradizionale canto popolare irlandese composto da O'Carolan che si ritiene sia stato dedicato al suo contemporaneo William O'Brien, IV conte di Inchiquin.
Il pittore George O'Brien, famoso soprattutto in Nuova Zelanda, fu un discendente del primo barone Inchiquin.